# Лютик Олександр Борисович
Олекса́ндр Бори́сович Лю́тик — полковник Збройних сил України, 1-а окрема танкова бригада, командир інженерної служби, учасник російсько-української війни. 

## З життєпису
Знявся в фільмі Олександра Дріза «Луганський форпост», Документальний фільм «Луганський форпост» присвячений чотиримісячній операції українських військ з оборони Луганського аеропорту влітку 2014 року.
Стрічка не обмежується лише подіями довкола летовища. Територія аеропорту була лиш форпостом, що дозволяв проводити масштабну операцію довкола Луганська, саме таким був задум — звільнити і одночасно вберегти місто від руйнувань.

## Нагороди
За особисту мужність і героїзм, виявлені у захисті державного суверенітету та територіальної цілісності України, вірність військовій присязі під час російсько-української війни нагороджений
- нагороджений орденом Богдана Хмельницького III ступеня.